# دشنگتسا
دشنگتسا (به لهستانی:  Desznica) یک روستا در لهستان است که در گمینا نوو ژمیگرود واقع شده‌است.